# 張蘊華
張蘊華（1816年4月18日—？年），字子實，號靜泉。陝西省同州府郃陽縣縣城內仁義街人，行二。道光二十年庚子恩科（1840年）舉人，同治十年（1871年）署四川鄰水縣知縣。候補知縣。